# Carnotit

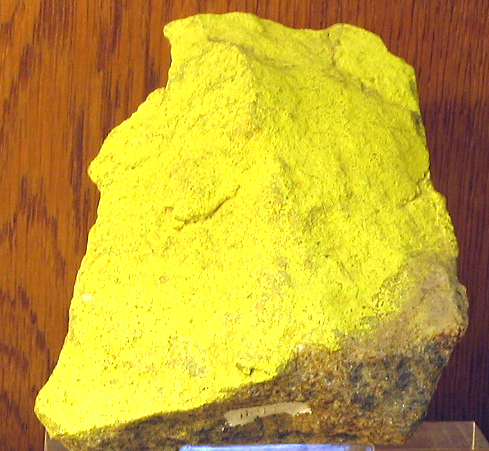
Carnotit ásvány

A carnotit összegképlete K2(UO2)2(VO4)2· 1-3 H2O. Az uránszurokérc után a második legfontosabb uránérc. Monoklin kristályrácsban kristályosodik. Színe sárga, gyöngyházfényű vagy fénytelen. Keménysége 2, mért sűrűsége 4-5 g·cm−3. Radioaktív, de nem rendelkezik lumineszcenciával. Főképp az Egyesült Államokban fordul elő Utahban, Coloradóban, Arizonában, Kongóban (Shaba tartományban), Marokkóban, Ausztráliában és Kazahsztánban.
A carnotitot Marie-Adolphe Carnot(en) francia bányamérnökről nevezték el.